# Pretty Fly (for a White Guy)
"Pretty Fly (for a White Guy)" é um single da banda estadunidense The Offspring, lançado em 1998 pela gravadora Columbia Records. A canção faz uma menção em sua letra à apresentadora e atriz Ricki Lake, que na época comandava um programa com seu nome de grande repercussão nos Estados Unidos.

## Faixas[2]

### Prensagem inicial
1. "Pretty Fly (for a White Guy)" - 3:08
2. "Pretty Fly (for a White Guy)" (mix de The Geek) - 3:07
3. "All I Want" (ao vivo) - 2:02

### Prensagem alternada
1. "Pretty Fly (for a White Guy)" - 3:08
2. "Pretty Fly (for a White Guy)" (mix de The Geek) - 3:07
3. "No Brakes" - 2:06

### Segunda prensagem alternada
1. "Pretty Fly (for a White Guy)" (versão álbum) - 3:08
2. "Pretty Fly (for a White Guy)" (mix de The Geek) - 3:07
3. "Pretty Fly (for a White Guy)" (remix de The Baka Boys Low Rider) - 3:03
4. "All I Want" (ao vivo) - 2:02